# Vasilij Petrovič Babkov
Vasilij Petrovič Babkov (rusko Василий Петрович Бабков), sovjetsko-ukrajinski letalski častnik, vojaški pilot in letalski as, * 14. april 1918, Kušugum, Zaporoška oblast, danes Ukrajina, † 8. september 2001, Moskva, Rusija. 
Babkov je v svoji vojaški karieri dosegel 23 samostojnih in 11 skupnih zračnih zmag.

## Življenjepis
Leta 1937 je končal Borisoglebsko vojnoletalsko akademijo, nato pa je pripadnik 123. lovskega letalskega polka, 521. lovskega, 434. lovskega, 32. gardnega lovskega, 45. gardnega lovskega in  5. gardnega lovskega letalskega polka.
Letel je z I-16, LaGG-3, Jak-7B in La-5 in z njimi opravil 465 bojnih poletov in sodeloval v več kot 10o spopadih.

## Odlikovanja
- heroj Sovjetske zveze (23. november 1942)[1]
- 2x red Lenina
- red oktobrske revolucije
- 2x red rdeče zastave
- red Aleksandra Nevskega
- 2x red domovinske vojne 1. stopnje